# 新キリスト教徒
新キリスト教徒（スペイン語: cristianos nuevos、ポルトガル語: cristãos novos）とは、イベリア半島の歴史用語。「古くからのキリスト教徒」（スペイン語: cristianos viejos、ポルトガル語: cristãos velhos）と区別するために、レコンキスタ達成後にカトリックに改宗したユダヤ人やムーア人について用いる。「新キリスト教徒」は、単に「コンベルソ（改宗者）」と呼ばれることもあれば、「マラーノ（豚）」と蔑称されることもあった。
中世を通じて何度か改宗がみられた。手短に言えば、物質的・経済的な結果や、社会的な抑圧や圧力のためであった。14世紀にユダヤ人に対する抑圧が加速し、このため1391年にセビリアなどの都市で暴動を見るに至った。暴動の結果ユダヤ人街が取り壊され、多くの改宗者を生んだ。この風潮は15世紀まで続いた。スペインの諸王国とは異なり、ポルトガルは暴動の波にさほど巻き込まれなかった。ポルトガルで新キリスト教徒の人口が急増するのは、1497年の強制改宗令の後である。
イベリア半島からのユダヤ教徒追放（1492年スペイン、1497年ポルトガル）の結果、イベリア半島におけるすべてのユダヤ人人口は、公式的にはキリスト教徒として数えられた。新キリスト教徒は、常に背教の疑いを向けられていた。1478年のスペイン異端審問と、1536年のポルトガル異端審問のそれぞれの開始は、「異端との戦いの必要性」によって正当化された。新キリスト教徒は密かに以前の信仰を実践していると信じられたからなのだが、実際たいていのユダヤ人は隠れユダヤ教徒だった。
「血の純化」（スペイン語: limpieza de sangre、ポルトガル語: limpeza de sangue）と呼ばれた民族浄化政策とそのイデオロギーは、新キリスト教徒を社会から抹殺する施策であり、改宗者としてどれほどの信仰であるかは考慮されなかった。ポルトガルにおいて、法律による新旧のキリスト教徒の差別が終わるのは、1722年にポンバル侯によって法令が発布されてからだった。

## 著名な新キリスト教徒
新キリスト教徒は、改宗後に洗礼名を名乗り、ヘブライ語やアラビア語の氏名を捨てた。ポルトガル王国やスペイン王国の庇護を受けた交易商人や宣教師には、少なからぬ新キリスト教徒（ないしは新キリスト教徒と目されている人々）が含まれている。彼らは大航海時代に活躍しており、スペインとポルトガルによる海外植民の尖兵だった者もいれば、先住民に対する植民者や侵略軍の非人道的な扱いを告発したラス・カサスのような者もいた。日本に南蛮文化をもたらした人たちもそこに含まれている。